# Scotiosphaeria endoxylinae
Scotiosphaeria endoxylinae är en svampart som beskrevs av Sivan. 1977. Scotiosphaeria endoxylinae ingår i släktet Scotiosphaeria, divisionen sporsäcksvampar och riket svampar.   Inga underarter finns listade i Catalogue of Life.